# Westerholz (Kreis Schleswig-Flensburg)
Westerholz (dänisch: Vesterskov) ist eine Gemeinde im Kreis Schleswig-Flensburg in Schleswig-Holstein. Dollerupholz (Dollerupskov), Grünberg (Grønbjerg), Hörreberg (Hørrebjerg), Kiekut (Kikud), Knös (Knøs), Kreiberg (Kragbjerg), Osterholz (Østerskov), Poseby, Seeklüft (Søklev, auch Søkløft), Sonnholm, Sponbrück (Spaanbro) und Unewattholz (Undevadskov) liegen im Gemeindegebiet, das in seiner heutigen Form seit 1970 besteht.

## Geographie
Westerholz liegt an einer Steilküste mit Strand an der Flensburger Außenförde und ist ein anerkannter Erholungsort. 

## Geschichte

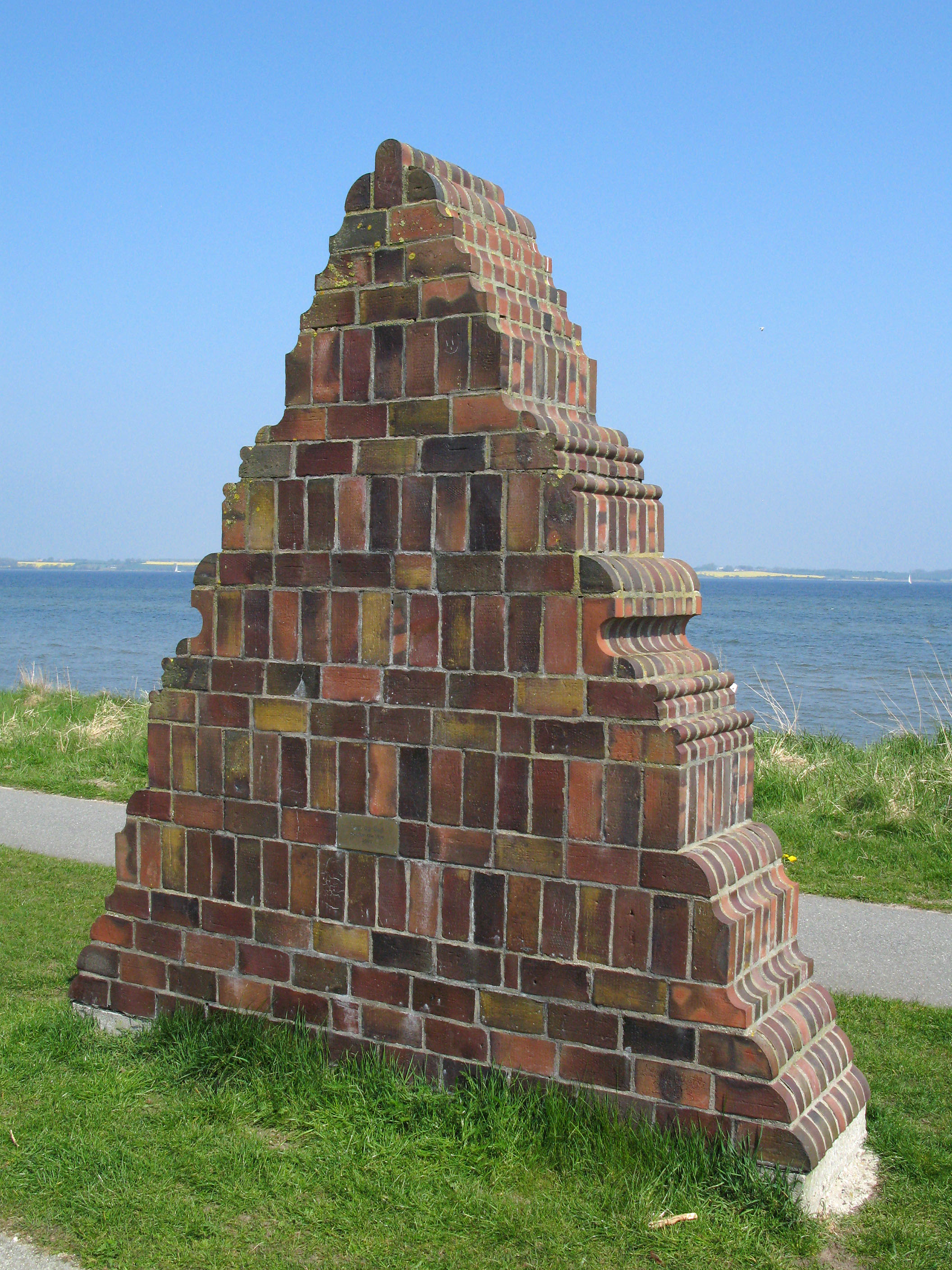
Westerholz, Ziegelsegel an der Flensburger Förde

Der Ortsname ist erstmals 1699 dokumentiert. Der Name verweist auf den Westteil des ehemals zu Gut Lundsgaard gehörenden Waldes, im Gegensatz hierzu steht Osterholz. Dollerupholz wurde 1607 erstmals erwähnt. Kreiberg wurde erstmals 1758 erwähnt und leitet sich vom Vogelnamen dän. krage (ndt. Kreih, dt. Krähe) ab. Knös (Knøs) wurde erstmals 1636 erwähnt und beschreibt eine tlw. waldbewachsene hervortretende Erhöhung. Hörreberg ist 1642 erstmals schriftlich dokumentiert und geht vermutlich auf eine hier ehemals gelegene Ortschaft Hörup (Hørup) zurück. Seeklüft (Søklev) ist erstmals 1710 erwähnt worden und beschreibt die Lage an einer Seekante (Kliff).
Der Ort gehörte in der dänischen Zeit zum Kirchspiel Grundhof (Grumtoft Sogn) innerhalb der Husbyharde im Flensborg Amt im Herzogtum Schleswig bzw. Sønderjylland. Nach dem Deutsch-Dänischen Krieg 1864 kam der Ort zu Deutschland. 
Ab 1911 hat der Heimatschriftsteller Georg Asmussen (1856–1933) in Westerholz gewohnt, das schon damals ein beliebter Urlaubsort und Alterssitz für Pensionäre war. Seine Villa ist auch heute noch erhalten. Von 1913 bis in die 1940er Jahre wohnte der expressionistische Maler und Mitbegründer der Künstlergruppe „Die Brücke“ Erich Heckel in den Sommermonaten in der Gemeinde. Zahlreiche Bilder aus der Landschaft Angeln und von der Küste der Flensburger Förde zeugen von seinem Schaffen in dieser Zeit.
Bis 1961 befanden sich Ziegeleien in den Dörfern der Gemeinde, die bis in die 1950er Jahre ihre Produkte mit Loren zur Verschiffung an der Förde gefahren haben. Heute erinnert ein Denkmal an die Ziegeleien.

## Politik

### Gemeindevertretung
Bei der Kommunalwahl am 14. Mai 2023 wurden insgesamt elf Sitze vergeben. Von diesen erhielt die Wählergemeinschaft Westerholz sieben Sitze und die CDU vier Sitze.

### Wappen
Blasonierung: „Über gesenktem, mit zwei silbernen Wellenfäden belegtem Wellenschildfuß von Blau und Gold schräglinks geteilt. Oben ein Eichenblatt, unten ein achtspeichiges Wagenrad in vertauschten Farben.“

## Sehenswürdigkeiten

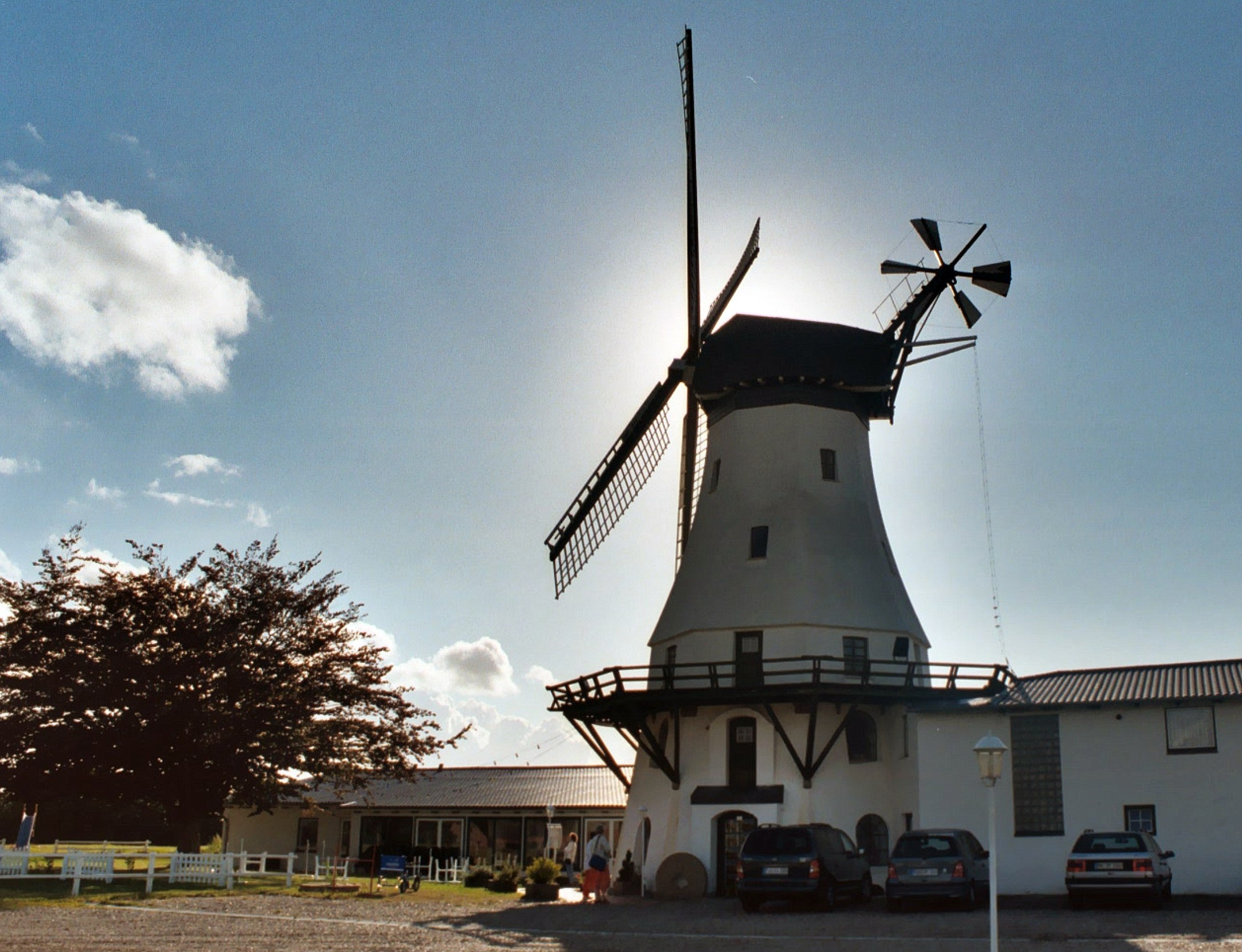
Westerholz, Mühle Steinadler

In der Liste der Kulturdenkmale in Westerholz stehen die in der Denkmalliste des Landes Schleswig-Holstein eingetragenen Kulturdenkmale.
Seit 2011 findet der vom Naturwissenschaftlichen Museum Flensburg initiierte „Waltag“ in Westerholz am Strand statt. Er erinnert an die Strandung eines 20 m langen Finnwals an diesem Küstenabschnitt am 17. März 1911. Außerdem soll auf die heutige Situation der gefährdeten Meeressäugetiere in Nord- und Ostsee aufmerksam gemacht werden. Mitveranstalter sind neben dem Museum und der Gemeinde unter anderem das Ostseelabor der Universität Flensburg und die Gesellschaft zum Schutz der Meeressäugetiere.
Die 1876 erbaute Windmühle „Steinadler“ ist der größte Galerieholländer in Norddeutschland. Sie liegt oberhalb des Strands und ist auch von See her weithin sichtbar. Sie steht unter Denkmalschutz. Nach einer umfangreichen Restaurierung wurde sie eine Zeitlang als Restaurant und Hotel genutzt.

## Wirtschaft
Das Gemeindegebiet ist überwiegend landwirtschaftlich geprägt, aber auch der Tourismus ist ein wichtiger Teil des Einkommenerwerbs.